# Molí de la Clusa
El Molí de la Clusa o molí de Sant Romà de la Clusa és un edifici al terme municipal de Castell de l'Areny (Berguedà) catalogat a l'Inventari del Patrimoni Arquitectònic de Catalunya. El molí fariner de la Clusa és un dels més septentrionals del Berguedà; situat prop de la masia del mateix nom i de l'església parroquial de Sant Romà fou construït dins dels territoris del ducat i baronia de la Portella a finals del s. XVII o principis del s. XVIII, i es mantingué actiu fins després de la Guerra Civil Espanyola (1936 - 1939). Molia cereals de l'alta conca de la riera de la clusa. El Molí de la Clusa és una construcció que segueix l'esquema clàssic de masia; és un cos de tres crugies, organitzat en planta baixa i tres pisos superiors, amb la coberta a dues vessants i el carener perpendicular a la façana orientada al migdia. Aquesta façana té una balconada de fusta al primer pis i les golfes cobertes amb fusta a manera d'assecador. El parament és de pedra sense treballar disposada en filades i unida amb morter.